# Балка Тисина
Балка Тисина (охоронна зона 30 м) — ботанічний заказник місцевого значення. Об'єкт розташований на території Вільнянського району Запорізької області, 3 км. на північ від села Василькове.
Площа — 6 га, статус отриманий у 1992 році.